# Balsa labecula
Balsa labecula är en fjärilsart som beskrevs av Augustus Radcliffe Grote 1880. Balsa labecula ingår i släktet Balsa och familjen nattflyn. Inga underarter finns listade i Catalogue of Life.